# Ріхард Кун
Ріхард Кун (нім. Richard Johann Kuhn; 3 грудня 1900, Відень, Австрія — 1 серпня 1967, Гайдельберг, Німеччина) — австро-німецький хімік, лауреат Нобелівської премії з хімії 1938 року «за його роботу з вивчення каротиноїдів і вітамінів».
Ріхард Кун був також нацистським колабораціоністом.

## Біографія
Ріхард Кун народився у Відні, Австрія. Його батько, Ріхард Клеменс Кун (нім. Richard Clemens Kuhn), був інженером та гофратом, а мати Анжеліка Родлер (нім. Angelika Rodler) була вчителем початкової школи. Шкільну освіту Ріхард здобував у гімназії у Відні, а в період з 1910 по 1918 роки був однокласником Вольфганга Паулі, який отримав Нобелівську премію з фізики в 1945 році — через 7 років після отримання Нобелівської премії Куном.
Подальшу освіту Ріхард Кун отримав у Віденському університеті, а згодом у Мюнхенському під керівництвом Ріхарда Вільштеттера (Нобелівський лауреат з хімії 1915 року). Свій науковий ступінь (PhD) Ріхард Кун отримав в 1922 році, тема дисертації — «Про специфічність ензимів» (нім. Über Spezifität der Enzyme).
Одружився Ріхард Кун із Дейзі Гартманн в 1928 році. У нього було два сина та чотири доньки.